# هومبيرتو روزا
هومبيرتو روزا (بالإسبانية: Humberto Jorge Rosa)‏ (8 أبريل 1932 ببوينس آيرس في الأرجنتين - 8 سبتمبر 2017 في إيطاليا) هو مدرب كرة قدم ولاعب كرة قدم أرجنتيني في مركز الوسط. شارك مع منتخب إيطاليا تحت 23 سنة لكرة القدم. أما مع النوادي، فقد لعب مع روزاريو سنترال ونادي بادوفا ونادي سامبدوريا ونادي نابولي ويوفنتوس.

## وصلات خارجية
- هومبيرتو روزا على موقع قاعدة بيانات كرة القدم.إي يو (الإنجليزية)
- هومبيرتو روزا على موقع عالم كرة القدم.نت (الإنجليزية)